# تختان
تختان، روستایی در دهستان تختان بخش سراب میمه شهرستان دهلران در استان ایلام ایران است. این روستا، مرکز دهستان تختان است.

## جمعیت
بر پایه سرشماری عمومی نفوس و مسکن در سال ۱۳۹۵، جمعیت این روستا برابر با ۱۶۱ نفر (۴۵ خانوار) بوده‌است.